# Oxyopes apollo
Oxyopes apollo är en spindelart som beskrevs av Brady 1964. Oxyopes apollo ingår i släktet Oxyopes och familjen lospindlar. Inga underarter finns listade i Catalogue of Life.